# Малиненки
Мали́ненки (рос. Малиненки) — присілок у складі Даровського району Кіровської області, Росія. Входить до складу Кобрського сільського поселення.
Населення становить 4 особи (2010, 7 у 2002).
Національний склад станом на 2002 рік — росіяни 100 %.